# AMS-LaTeX
AMS-LaTeX é um conjunto de macros desenvolvidos pela American Mathematical Society para o processador de textos TeX. Sua finalidade é acrescentar ao LaTeX uma série de recursos tipográficos e de diagramação específicos do campo da matemática.
É utilizado pelo MediaWiki — software usado na Wikipédia e nos demais projetos da Wikimedia Foundation — para exibir expressões matemáticas.